# 多花藤山柳
多花藤山柳（学名：Clematoclethra floribunda）是猕猴桃科藤山柳属的植物，是中国的特有植物。分布在中国大陆的四川等地，生长于海拔2,100米的地区，一般生于山地密林中，目前尚未由人工引种栽培。